# Johan Anderberg
Johan Anderberg, född 1980, är en svensk journalist och författare. 
Produktionsbolaget FLX har köpt rättigheterna för att göra TV-serie av boken Flocken, som handlar om vägen fram till Sveriges hantering av coronapandemin.
I maj 2025 gavs boken "Just Don't" ut av Albert Bonniers förlag.